# اچ‌ام‌ان‌زداس روتویتی (۱۹۷۵)
اچ‌ام‌ان‌زداس روتویتی (۱۹۷۵) (به انگلیسی: HMNZS Rotoiti (1975)) یک کشتی بود که طول آن ۱۰۷٫۸ فوت (۳۲٫۹ متر) بود.